# Hansell (Iowa)
Hansell es una ciudad ubicada en el condado de Franklin en el estado estadounidense de Iowa. En el Censo de 2010 tenía una población de 98 habitantes y una densidad poblacional de 166,69 personas por km².

## Geografía
Hansell se encuentra ubicada en las coordenadas 42°45′28″N 93°6′15″O / 42.75778, -93.10417. Según la Oficina del Censo de los Estados Unidos, Hansell tiene una superficie total de 0.59 km², de la cual 0.59 km² corresponden a tierra firme y (0%) 0 km² es agua.

## Demografía
Según el censo de 2010, había 98 personas residiendo en Hansell. La densidad de población era de 166,69 hab./km². De los 98 habitantes, Hansell estaba compuesto por el 98.98% blancos, el 0% eran afroamericanos, el 0% eran amerindios, el 1.02% eran asiáticos, el 0% eran isleños del Pacífico, el 0% eran de otras razas y el 0% pertenecían a dos o más razas. Del total de la población el 0% eran hispanos o latinos de cualquier raza.